# 北海道道271号倶知安停車場線
北海道道271号倶知安停車場線（ほっかいどうどう271ごう くっちゃんていしゃじょうせん）は、北海道虻田郡倶知安町内を結ぶ一般道道（北海道道）である。

## 概要

### 路線データ
- 起点：北海道虻田郡倶知安町北1条西3丁目（JR北海道 函館本線 倶知安駅）
- 終点：北海道虻田郡倶知安町北1条東1丁目（国道5号交点）
- 総延長：0.507 km
- 実延長：0.491 km
- 重用延長：0.016 km

### 道路管理者
- 後志総合振興局 小樽建設管理部 真狩出張所

## 歴史
- 1957年（昭和32年）7月25日 - 201号として路線認定[1]。
- 1994年（平成6年）10月1日 - 路線番号を271号に変更[2]。

この路線の前身は、1920年（大正9年）4月1日に認定された地方費道15号倶知安停車場線である。

## 地理

### 通過する自治体
- 後志総合振興局
  - 虻田郡倶知安町

### 交差する道路
倶知安町
- 国道5号 - 北1条東1丁目（終点）

### 沿線にある施設など
倶知安町
- JR北海道 函館本線 倶知安駅